# Beijing Jeep Corporation
Die Beijing Jeep Corporation war ein Joint Venture zwischen der Beijing Automotive Industry Holding und der American Motors Corporation (AMC) in der Volksrepublik China, das Geländewagen und Nutzfahrzeuge produzierte.

## Geschichte
Die Verhandlungen mit AMC begannen 1979 und führten 1984 zur Gründung des Gemeinschaftsunternehmens. Es war das erste US-chinesische Joint Venture sowie zugleich das erste Joint Venture im Automobilbereich in China. Nach Ansicht des Journalisten James Mann wurde das Projekt – anders als einige Folgeprojekte – von chinesischer Seite stark unterstützt. Während es einerseits zu Problemen mit der Teileversorgung kam (fast alle Teile mussten aus Amerika importiert werden, weil die chinesischen Zulieferer nur mangelhafte Qualität boten), wurde das Projekt in den ersten Jahren durch kulturelle Missverständnisse zwischen den beiden Partnern erheblich behindert.
AMC wurde 1987 durch Chrysler übernommen, diese fusionierte 1998 mit Daimler-Benz. Im Jahr 2005 wurde das Unternehmen in Beijing-Benz DaimlerChrysler umbenannt. Nach der Abspaltung von Chrysler behielt Mercedes den Anteil am Unternehmen, das dann als Beijing Benz Automotive firmierte.

## Modellübersicht
Lange Zeit stellte Beijing Jeep den BJ212 her. Diese Fahrzeuge wurden mit einem 2,5-l-Motor mit 100 PS oder mit 2,7-l-Aggregat (bei gleicher Leistung) hergestellt. Im Jahr 1997 debütierte als Variante der Ludi BJ 2020 T, der im Jahr 2000 vom City Cruiser BJ 2020 V abgelöst wurde. Vor dem Hintergrund verschiedener Alternativen – eine Überarbeitung des BJ212, ein Modell auf Basis der YJ-Serie von AMC oder ein Modell auf Grundlage der AMC-Serie XJ (Cherokee) – entschied man sich aus verschiedenen Gründen für das letztgenannte Modell.
Auf der Technik des Cherokee basierte das äußerlich rundlicher gestaltete Modell Heroic, das ab 1996 entwickelt, aber erst auf der Beijing Auto Show 2000 präsentiert wurde. Da sich BAW und Chrysler nicht auf eine Finanzierung einigen konnten, blieb es bei drei Prototypen.
Der Cherokee wurde bis 2003 mit den Modellbezeichnungen BJ 213, BJ 6420, BJ 7250 und BJ 2021 hergestellt. Ab 2003 stellte BAW auf Basis der Cherokee-Plattform den Beijing Leichi her, der sich äußerlich fast nur durch die abweichend gestalteten Front- und Heckpartien (mit rechts angeschlagener Hecktür) unterschied. Angetrieben wurde dieses Modell von amerikanischen und später von chinesischen Motoren.
Der modernisierte Nachfolger des Cherokee bei Beijing Jeep war der Jeep 2500 mit einem 116 PS starken 2,5-l-Motor, der mit konventionellem Antrieb als BJ 6420 EB oder mit Allradantrieb als BJ 2021 EB vertrieben wurde. Das Modell wurde 2003 auf der Shanghai Motor Show vorgestellt. Im Jahr 2005 folgte mit dem BJ 2121 EC ein Modell mit einem etwas leistungsstärkeren 2,5-l-Motor von Mitsubishi. Nach Produktionsende wurde der 2500 von BAW übernommen und zum Beijing Qishi weiterentwickelt.
Seit 2015 wird der Cherokee wiederum von GAC Fiat Chrysler Automobiles in China hergestellt und vertrieben.
Neben dem Cherokee wurde auch der Grand Cherokee produziert. Nach dem Auslaufen der Baureihe WJ (2004) sollen die Pressen und Werkzeuge nach Peking gebracht worden sein. Eine andere Quelle nennt das Jahr 2001 für die Markteinführung in China.
Weitere Modelle waren der Mitsubishi Pajero (2003–2008) und Outlander (ab 2004).
Ein weiteres, eigenständiges Modell war der große Geländewagen mit der Modellbezeichnung BJ2S Warrior, der von einem 3,2-l-Turbodiesel mit 115 PS angetrieben wurde. Das offen oder geschlossen erhältliche Modell wurde im März 2005 präsentiert und sollte ab 2006 produziert werden. Er ging 2006 als Beijing Yongshi in Produktion.
Alle Modelle wurden in China unter dem Namen Beijing Jeep und (im Falle der Mitsubishi-Modelle) als Beijing-Jeep Mitsubishi verkauft. Das Nachfolgeunternehmen nutzte den Markennamen Beijing Jeep noch bis 2006.

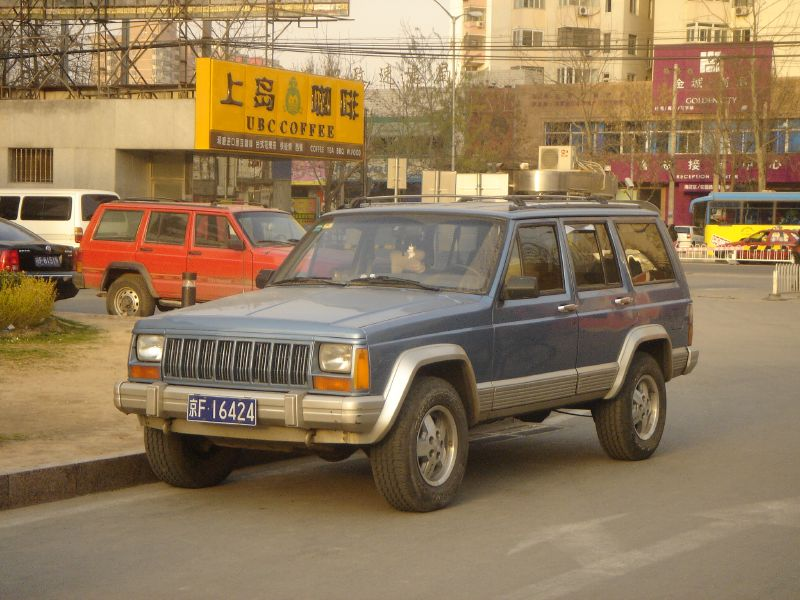
BJ213 BJ 6420 BJ 7250 BJ 2021
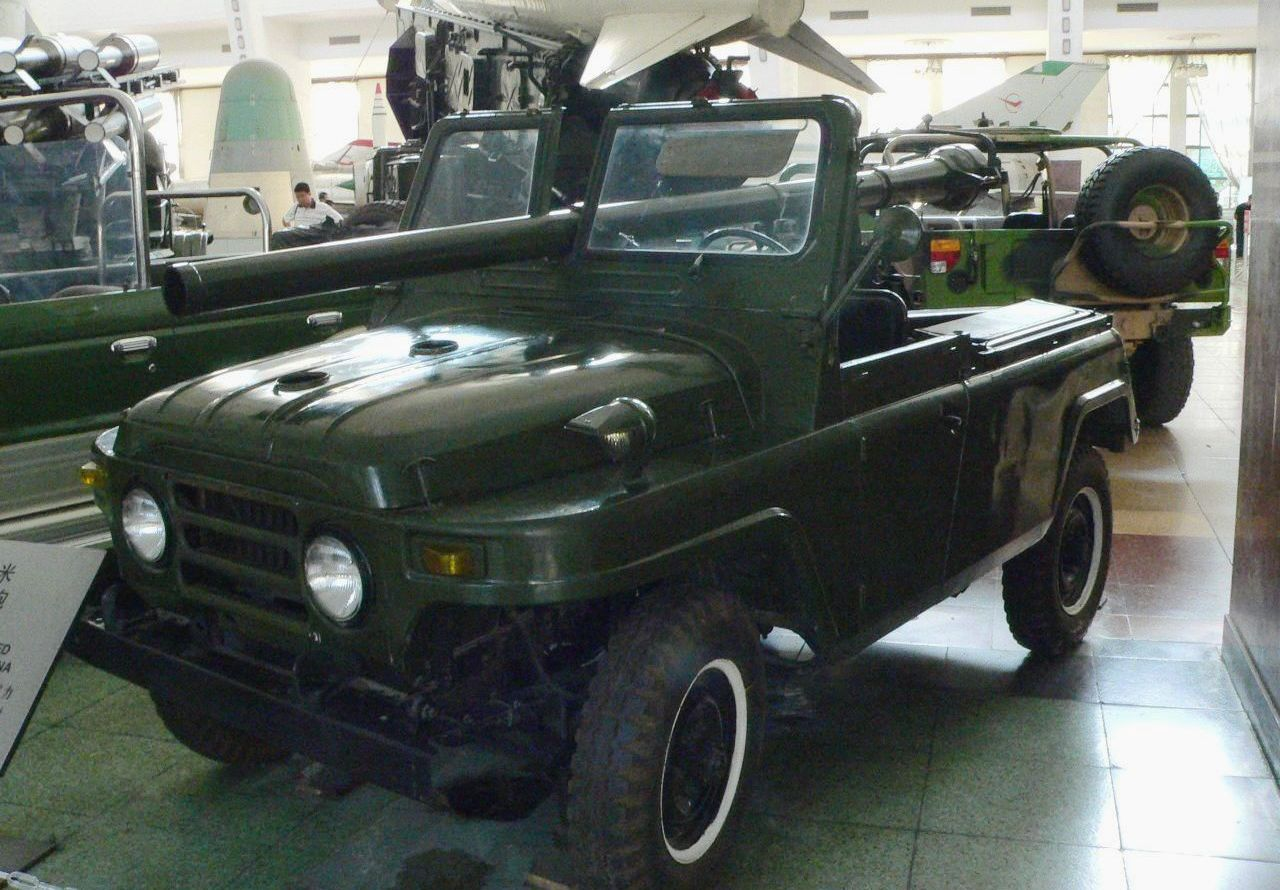
BJ2020
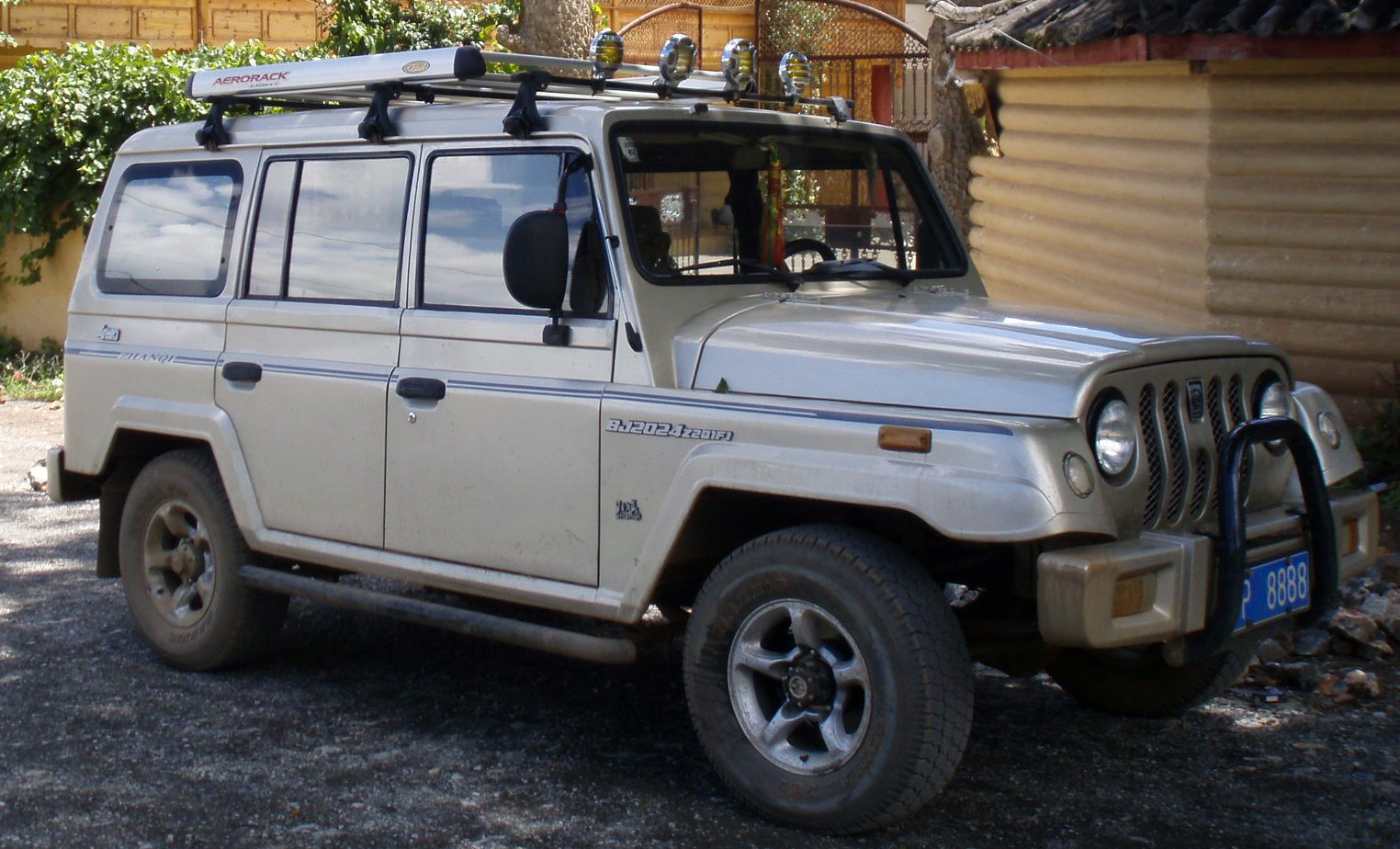
BJ 2024
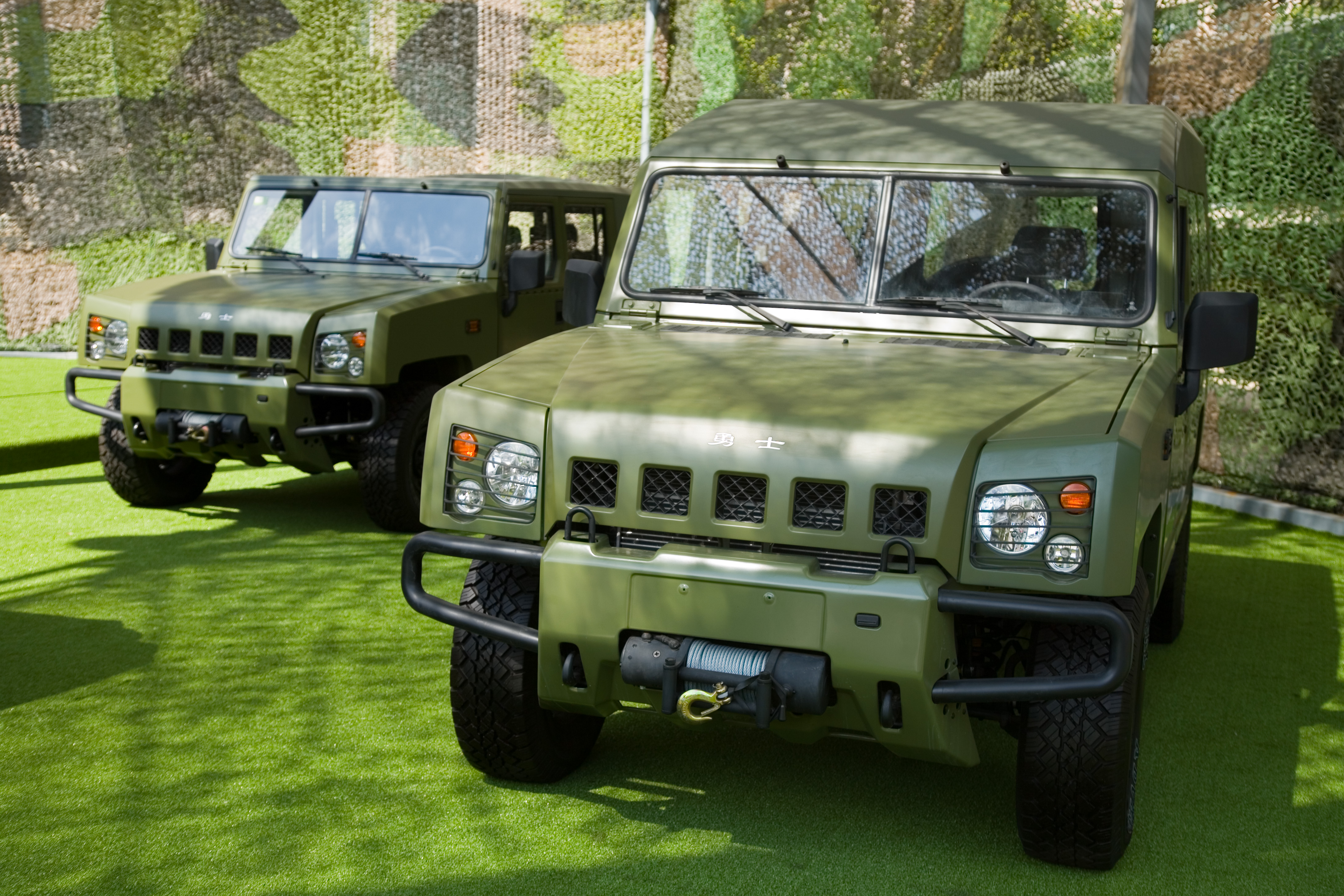
Beijing Yongshi
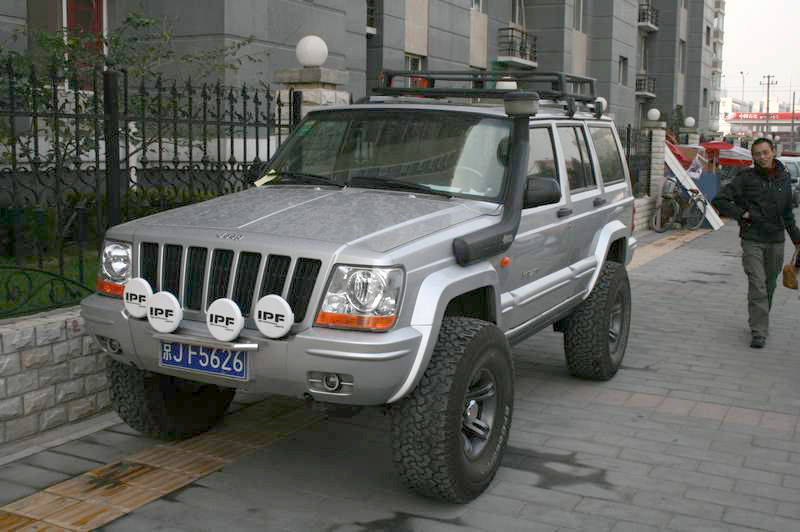
Jeep 2500